# Microloma sagittatum
Microloma sagittatum là một loài thực vật có hoa trong họ La bố ma. Loài này được (L.) R. Br. mô tả khoa học đầu tiên năm 1810.

## Hình ảnh

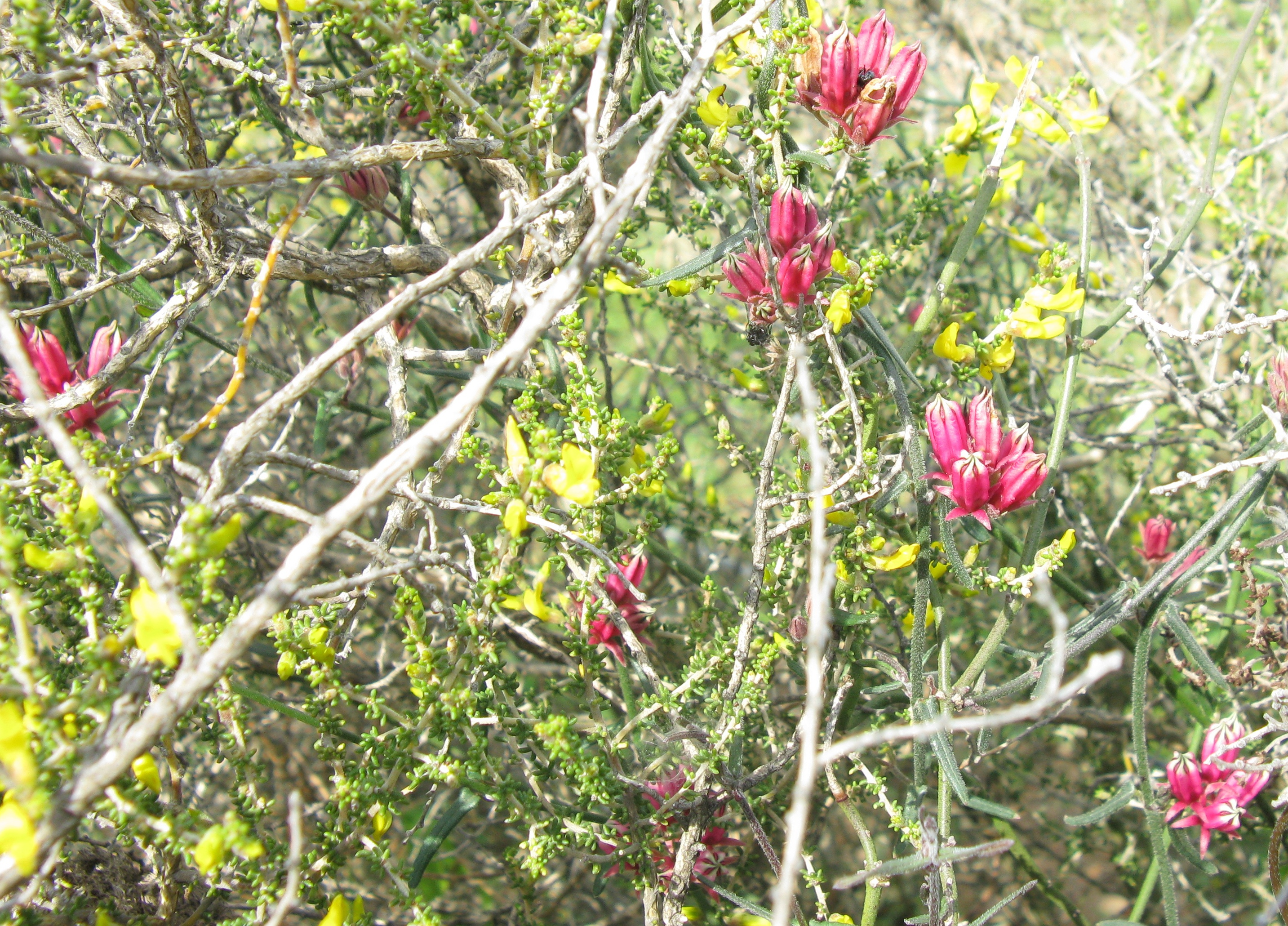
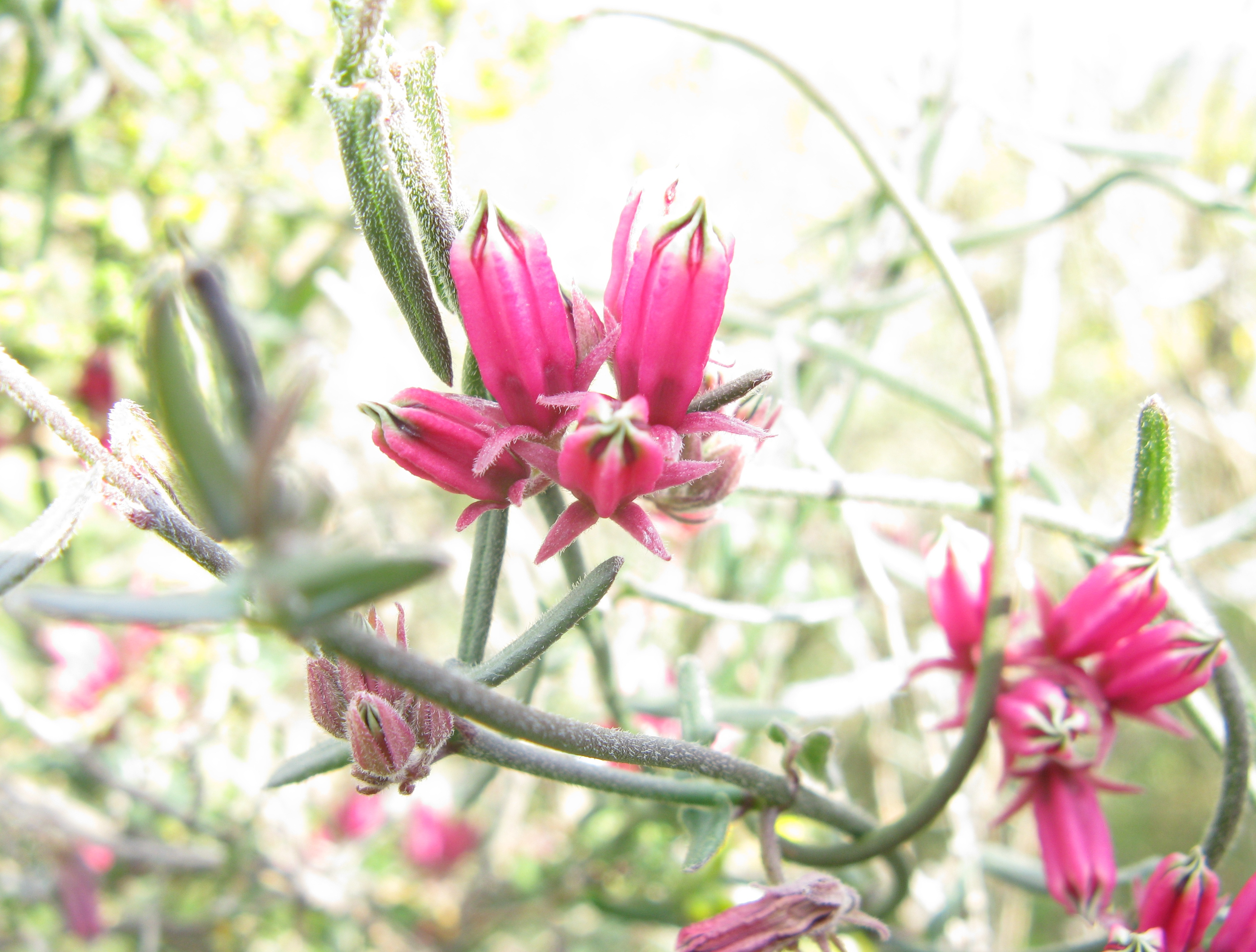